# Ferrovia Budrio-Massalombarda
La ferrovia Budrio-Massalombarda era una linea in concessione, realizzata come diramazione della Bologna-Portomaggiore.
Attiva dal 1887 al 1964, la stessa univa Budrio a Massa Lombarda, sulla linea Lavezzola-Lugo.

## Storia
| Tratta                 | Inaugurazione   | Inaugurazione |
| ---------------------- | --------------- | ------------- |
| Budrio-Medicina        | 10 luglio 1887  |               |
| Medicina-Massalombarda | 4 dicembre 1887 |               |
| Manuale                |                 |               |

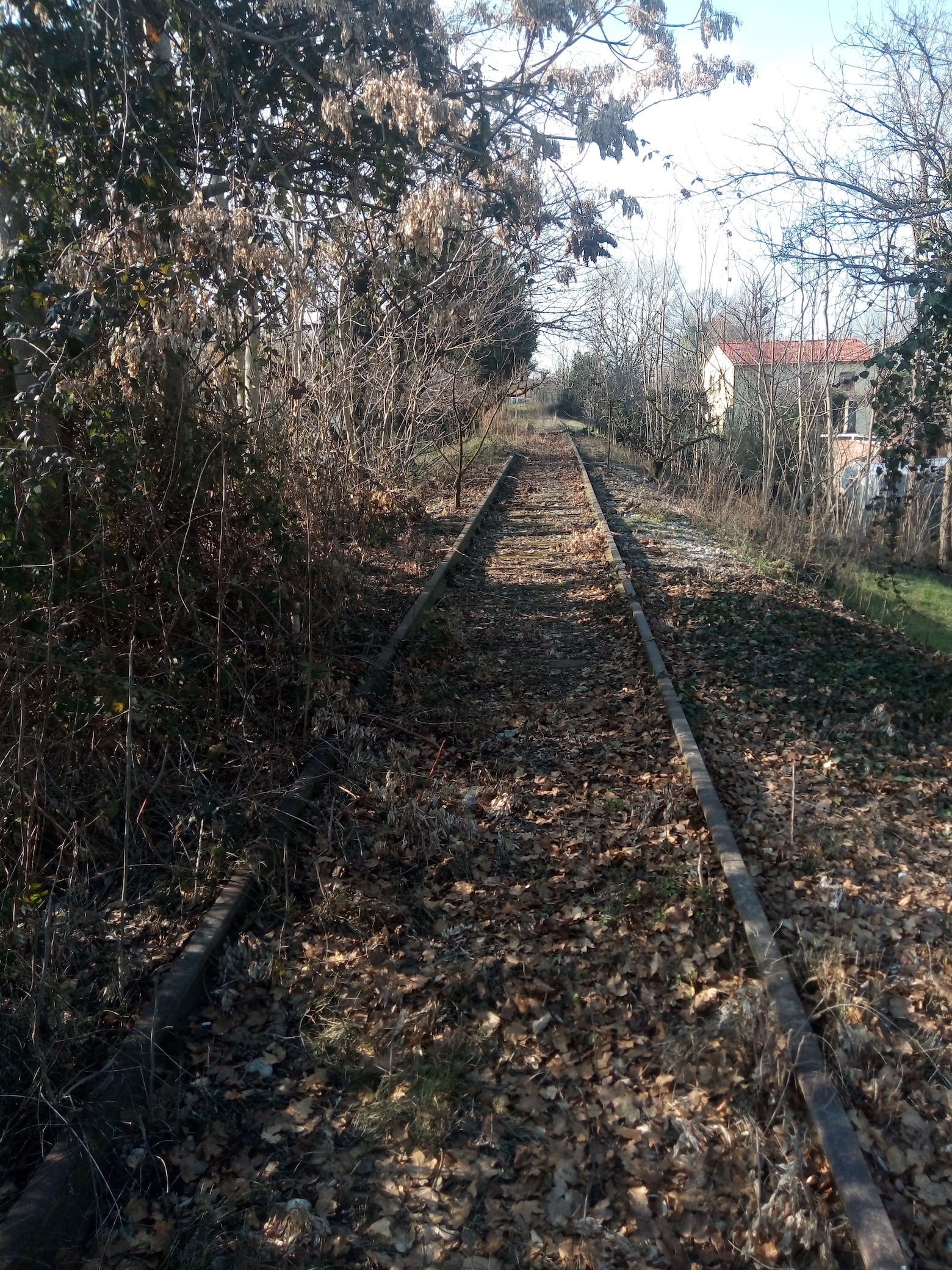
L'ultimo tratto visibile della Ferrovia Budrio-Massalombarda, posto nel territorio di Massa Lombarda a poche centinaia di metri ad ovest della Stazione.

La costruzione e l'esercizio della linea fu concessa alla provincia di Bologna con regio decreto 22 ottobre 1882, n. 1078. La linea fu aperta all'esercizio dalla Società Veneta nel corso del 1887: il 10 luglio fu aperto il tronco Budrio-Medicina, seguito il 4 dicembre dal tratto mancante fino a Massalombarda. Nello stesso anno fu completato il tracciato della Bologna–Budrio-Portomaggiore, migliorando in questo modo i collegamenti su strada ferrata fra i paesi serviti dalla linea con il capoluogo. A Massa Lombarda, la ferrovia sarebbe poi confluita nella Lugo-Lavezzola della Rete Adriatica, allora in corso di costruzione e che venne attivata un anno dopo.
Durante gli eventi della seconda guerra mondiale, la linea, assieme alla Bologna-Portomaggiore, subì diversi danni tra cui l'asportazione dell'armamento e la distruzione di buona parte del materiale rotabile. Il servizio, sospeso nelle settimane seguenti l'armistizio di Cassibile, riprese nel dicembre 1946.
Oltre a ricostruirla, la Società Veneta procedette a convertire la linea a trazione diesel, sostituendo le locomotive a vapore con delle automotrici termiche, utilizzando anche i fondi offerti dalla legge 1221/1952.
Durante le estati del 1960 e del 1961 fu tentato un rilancio con il treno del mare, da Bologna S.V. a Cervia nel 1960 e da Bologna S.V. a Cesenatico nel 1961, istradato via Budrio - Massalombarda - Lugo - Ravenna, effimero canto del cigno in quanto la linea fu chiusa al traffico il 30 maggio 1964 e il servizio fu sostituito da autolinee.

### Ipotesi di riapertura
Nel 2003 le province di Ravenna e di Bologna valutarono la fattibilità di una possibile riattivazione della linea, dato che il tracciato risultava ai tempi in gran parte di proprietà demaniale. Fra le conclusioni di tale studio si riportava che (...) la verifica preliminare della fattibilità tecnica, economica e ambientale consente di mantenere aperta per il futuro, l'ipotesi di ripristino della linea ferroviaria Budrio - Massa Lombarda intesa, soprattutto, come estensione dell'esistente connessione tra Bologna e il bacino ravennate (raddoppio della frequenza dei collegamenti diretti tra Bologna e Ravenna, da 60' a 30').
Tuttavia a tale studio non seguirono iniziative concrete di ripristino nonostante periodiche sollecitazioni in tal senso da parte delle forze politiche o degli enti locali emiliani e romagnoli.

## Caratteristiche
La linea era a binario singolo e a scartamento ordinario da 1435 mm, lunga 26,120 km.
La Budrio-Massalombarda fu esercita originariamente con trazione a vapore. A partire dagli anni cinquanta la Società Veneta, allo scopo di ridurre i tempi di percorrenza e i costi di esercizio, iniziò l'impiego di automotrici Diesel.

## Percorso
|  | Unknown route-map component "CONTgq" | Unknown route-map component "STR+r" |  |  |

|  |  | Station on track |

|  |  | Unknown route-map component "xABZgl" | Unknown route-map component "CONTfq" |  |

|  |  | Unknown route-map component "exHST" |

|  |  | Unknown route-map component "exBHF" |

|  |  | Unknown route-map component "exBHF" |

|  |  | Unknown route-map component "exHST" |

|  |  | Unknown route-map component "exBHF" |

|  |  | Unknown route-map component "xABZg+l" | Unknown route-map component "CONTfq" |  |

|  | Unknown route-map component "exKBHFa" | Station on track |  |  |

|  | Unknown route-map component "exKRWg+l" | Unknown route-map component "eKRWgr" |  |  |

| Unknown route-map component "exCONTgq" | Unknown route-map component "exSTRr" | One way leftward | Unknown route-map component "CONTfq" |  |

Diramatasi dalla stazione di Budrio e piegando decisamente verso est, la ferrovia seguiva la campagna emiliana con un tracciato facilmente riconoscibile ancora oggi, attraversando diversi centri il maggiore dei quali risulta quello di Medicina.
L'andamento era prevalentemente rettilineo, con modeste pendenze in considerazione delle favorevoli condizioni planoaltimetriche della zona.
Lo stesso seguiva un andamento verso sud est, mantenendosi grosso modo parallela alle attuali strade provinciali 3 e 253.